# Grupo Carso
Grupo Carso est un conglomérat de sociétés détenues par le magnat mexicain Carlos Slim, fondée en 1990 après la fusion de la Corporación Industrial Carso et Grupo Inbursa. Le nom Carso est la contraction des premières lettres du prénom de Carlos Slim et de Soumaya Domit, son épouse défunte.

## Historique
En 1996, Carso Global Telecom (qui comprend Telmex, Telcel et América Móvil) se séparait de Grupo Carso.
En 2007, le chiffre d'affaires du conglomérat s'élevait à plus de 6 milliards de dollars US. C'est la plus grande société de télécommunications en Amérique latine en termes de bénéfices.